# Bozhurishte (huyện)
Bozhurishte là một huyện thuộc tỉnh Sofia, Bungaria. Dân số thời điểm năm 2001 là 7985 người.